# Ramche (Myagdi)
Ramche (trl. Rāmce, trb. Ramće) – gaun wikas samiti w zachodniej części Nepalu w strefie Dhawalagiri w dystrykcie Myagdi. Według nepalskiego spisu powszechnego z 2001 roku liczył on 513 gospodarstw domowych i 2135 mieszkańców (1185 kobiet i 950 mężczyzn).